# Trimioarcus pajarito
Trimioarcus pajarito är en skalbaggsart som beskrevs av Chandler 1985. Trimioarcus pajarito ingår i släktet Trimioarcus och familjen kortvingar. Inga underarter finns listade i Catalogue of Life.